# Кривчиці (гміна)
Гміна Кшивчице — колишня (1934—1939 рр.) сільська ґміна Львівського повіту Львівського воєводства Польської республіки (1918—1939) рр. Центром ґміни було призначене село Кривчиці через найбільшу кількість поляків.

1 серпня 1934 року було створено ґміна Кривчиці у Львівському повіті. До неї увійшли сільські громади: Кривчиці, Лисиничі, Підбірці.
У 1934 року територія ґміни становила 26,35 км². Населення ґміни станом на 1931 рік становило 4904 осіб. Налічувалося 1015 житлових будинків.
Національний склад населення ґміни Кшивчице на 1 січня 1939 року:
| село     | населення | українці-грекокатолики | українці-латинники | євреї | німці | поляки |
| -------- | --------- | ---------------------- | ------------------ | ----- | ----- | ------ |
| Кривчиці | 1560      | 160                    |                    | 80    |       | 1320   |
| Лисиничі | 1940      | 950                    |                    | 100   | 10    | 880    |
| Підбірці | 1830      | 1020                   | 350                | 40    |       | 420    |
| Загалом  | 5330      | 2130                   | 350                | 220   | 10    | 2620   |
| Відсотки | 100%      | 39,96%                 | 6,57%              | 4,13% | 0,19% | 49,16% |

Публіковані ж поляками цифри про національний склад населення ґміни за результатами перепису 1931 року (ніби-то було аж 57,8% поляків) суперечать шематизмам і даним, отриманим від місцевих жителів (див. вище) та пропорціям за допольськими  (австрійськими) та післяпольськими (радянським 1940 і німецьким 1943) переписами.
Відповідно до Пакту Молотова — Ріббентропа 20 вересня територія ґміни була передана радянським військам. Ґміна ліквідована 1940 року у зв'язку з утворенням Винниківського району.